# Albertine i politilægens venteværelse
Albertine i politilægens venteværelse, que l'on pourrait traduire en français par « Albertine dans la salle d'attente du médecin légiste », est une huile sur toile du peintre naturaliste et écrivain norvégien Christian Krohg, réalisée entre 1886 et 1887.
L'œuvre représente un groupe de femmes dans une salle d'attente d'un médecin de police. Albertine, prochaine personne à passer la visite médicale auxquelles étaient fréquemment soumises les prostituées, attend derrière la porte du médecin. Elle est vêtue simplement, contrairement aux autres femmes, qui portent des robes colorées, typiques des tenues des prostituées de l'époque.
Le tableau est exposé à la Nasjonalgalleriet d'Oslo.

## Sources
- (en) Cet article est partiellement ou en totalité issu de l’article de Wikipédia en anglais intitulé « Albertine i politilægens venteværelse » (voir la liste des auteurs).